# Гостєве
Гостєве (рос. Гостевое) — присілок Гагарінського району Смоленської області Росії. Входить до складу Покровського сільського поселення.
Населення — 8 осіб.